# Pastoral da Catequese
A Pastoral da Catequese, ou Pastoral Catequética, é a ação pastoral católica que assume compromisso com a boa educação religiosa na fé católica.
Catequese é toda e qualquer forma de evangelização que a Igreja Católica encontra para fazer discípulos, dando suportes às pessoas para que conheçam e sejam melhor instruídos na fé cristã, no objetivo final de que tenham a vida no nome de Jesus Cristo e construam o Corpo de Cristo, a Igreja.
A catequese é uma educação da fé das crianças, dos jovens e dos adultos, a qual compreende especialmente um ensino da doutrina cristã, dado em geral de maneira orgânica e sistemática com o fim de iniciá-los na plenitude da vida cristã. - Catechesi Tradendae
Entretanto, a catequese torna-se especialmente necessária para a preparação das pessoas que pretendem receber um dos Sacramentos católicos, principalmente os de Iniciação Cristã (Batismo, Eucaristia e Crisma). É nesse contexto que encontramos a Pastoral do Batismo, a Pastoral da Catequese da Eucaristia, e a Pastoral da Catequese do Crisma.